# 排草香
排草香（学名：Anisochilus carnosus）为唇形科排草香属下的一个种。